# Greenville (Kentucky)
Greenville es una ciudad ubicada en el condado de Muhlenberg en el estado estadounidense de Kentucky. En el Censo de 2010 tenía una población de 4312 habitantes y una densidad poblacional de 356,05 personas por km².

## Geografía
Greenville se encuentra ubicada en las coordenadas 37°12′45″N 87°10′28″O / 37.21250, -87.17444. Según la Oficina del Censo de los Estados Unidos, Greenville tiene una superficie total de 12.11 km², de la cual 11.99 km² corresponden a tierra firme y (1.03%) 0.12 km² es agua.

## Demografía
Según el censo de 2010, había 4312 personas residiendo en Greenville. La densidad de población era de 356,05 hab./km². De los 4312 habitantes, Greenville estaba compuesto por el 90.68% blancos, el 7.47% eran afroamericanos, el 0.14% eran amerindios, el 0.16% eran asiáticos, el 0% eran isleños del Pacífico, el 0.14% eran de otras razas y el 1.41% pertenecían a dos o más razas. Del total de la población el 0.95% eran hispanos o latinos de cualquier raza.